# Turie
Turie es un municipio del distrito de Žilina en la región de Žilina, Eslovaquia, con una población estimada para el 2023 de 2117 habitantes. 
Se encuentra ubicado al oeste de la región, cerca del curso alto del río Váh (cuenca hidrográfica del Danubio) y de la frontera con la región de Trenčín.

## Demografía
| Año        | 1994 | 2004    | 2014    | 2024    |
| ---------- | ---- | ------- | ------- | ------- |
| Población  | 1819 | 1970    | 1979    | 2158    |
| Diferencia |      | +8,30 % | +0,45 % | +9,04 % |

| Año        | 2023 | 2024    |
| ---------- | ---- | ------- |
| Población  | 2117 | 2158    |
| Diferencia |      | +1,93 % |

Según el censo de 1991, contaba con 1839 habitantes. Para el siguiente censo, el resultado fue 1939. En 2011, el número era 1977. El último censo, en el año 2021, los residentes eran 2050.